# Berliner Schnitzel
Berliner Schnitzel oder Falsches Kotelett ist ein traditionelles Fleischgericht. Das schnitzelartige Pfannengericht besteht aus gekochtem Kuheuter, das in schnitzelgroße Scheiben geschnitten und dann paniert und gebraten wird.
Zur Vorbereitung wird das Euter zuerst mehrere Stunden gewässert. Anschließend wird es in Gemüsebrühe weichgekocht, was mehrere Stunden Garzeit erfordert. Nachdem das Euter abgekühlt ist, wird es gehäutet und in Scheiben geschnitten. Die weitere Zubereitung entspricht der eines Wiener Schnitzels: Die Scheiben werden gewürzt und dann nacheinander in Mehl, Ei und Paniermehl gewendet und in Schweine- oder Butterschmalz goldbraun gebraten. Das Berliner Schnitzel wird typischerweise zusammen mit Senf- oder Meerrettichsauce serviert. Übliche Beilagen sind Bratkartoffeln, Kartoffelsalat, Salzkartoffeln oder Kartoffelbrei.
Kuheuterschnitzel galt in Deutschland bis in die Nachkriegszeit als billiger Ersatz für Schnitzelfleisch; in der DDR (vor allem in Mecklenburg und in der Oberlausitz) wurde es bis in das späte 20. Jahrhundert verzehrt. Heute sind Kuheuterschnitzel bzw. Berliner Schnitzel nur noch selten anzutreffen, zumal frische Kuheuter als Lebensmittel heute in Deutschland meist schwer erhältlich sind. In Berlin wird das Traditionsgericht noch (oder wieder) in verschiedenen Gaststätten mit „Alt-Berliner Küche“ angeboten.
Einige Variationen des in Franken verbreiteten Gerichts Fränkische Schnickerli enthalten neben anderen Innereien auch Kuheuter.

## Trivia
In der Agrarfachzeitung agrarzeitung existiert eine Kolumne mit dem Namen „Berliner Schnitzel“.